# Alessandro Nannini
 Alessandro Nannini  va ser un pilot de curses automobilístiques italià que va arribar a disputar curses de la Fórmula 1. Va néixer el 7 de juliol del 1959 a Siena, Toscana, Itàlia. La seva germana gran, Gianna Nannini és una cantant famosa de música rock.

## A la F1
Alessandro Nannini va debutar a la primera cursa de la temporada 1986 (la 37a temporada de la història) del campionat del món de la Fórmula 1, disputant el 23 de març del 1986 el G.P. dr Brasil al circuit de Jacarepaguá.
Va participar en un total de setanta-vuit curses puntuables pel campionat de la F1, disputades en cinc temporades consecutives (1986 - 1990), aconseguint una victòria i nou podis com millor classificació en una cursa i assolí seixanta-cinc punts pel campionat del món de pilots.

## Resultats a la Fórmula 1
| Any  | Equip            | Xassís   | Motor          | 1       | 2       | 3       | 4       | 5         | 6         | 7         | 8       | 9       | 10      | 11      | 12      | 13      | 14      | 15        | 16        | Posició | Punts |
| ---- | ---------------- | -------- | -------------- | ------- | ------- | ------- | ------- | --------- | --------- | --------- | ------- | ------- | ------- | ------- | ------- | ------- | ------- | --------- | --------- | ------- | ----- |
| 1986 | Minardi Team     | Minardi  | Motori Moderni | BRA Ret | ESP NVS | SMR Ret | MON NVQ | BEL Ret   | CAN Ret   | E.USA Ret | FRA Ret | GBR Ret | ALE Ret | HUN Ret | AUT Ret | ITA Ret | POR Ret | MEX 14    | AUS Ret   | -       | 0     |
| 1987 | Minardi Team     | Minardi  | Motori Moderni | BRA Ret | SMR Ret | BEL Ret | MON Ret | E.USA Ret | FRA Ret   | GBR Ret   | ALE Ret | HUN 11  | AUT Ret | ITA 16  | POR 11  | ESP Ret | MEX Ret | JPN Ret   | AUS Ret   | -       | 0     |
| 1988 | Benetton Formula | Benetton | Cosworth       | BRA Ret | SMR 6   | MON Ret | MEX 7   | CAN Ret   | E.USA Ret | FRA 6     | GBR 3   | ALE 18  | HUN Ret | BEL DSQ | ITA 9   | POR Ret | ESP 3   | JPN 5     | AUS Ret   | 10è     | 12    |
| 1989 | Benetton Formula | Benetton | Ford           | BRA 6   | SMR 3   | MON 8   | MEX 4   | USA Ret   | CAN DSQ   | FRA Ret   | GBR 3   | ALE Ret | HUN Ret | BEL 5   | ITA Ret | POR 4   | ESP Ret | JPN 1     | AUS 2     | 6è      | 32    |
| 1990 | Benetton Formula | Benetton | Ford           | USA 11  | BRA 10  | SMR 3   | MON Ret | CAN Ret   | MEX 4     | FRA 16    | GBR Ret | ALE 2   | HUN Ret | BEL 4   | ITA 8   | POR 6   | ESP 3   | JPN Ferit | AUS Ferit | 8è      | 21    |

### Resum
| Curses: | Victòries: | Pòdiums: | Poles: | Voltes ràpides: | Punts: |
| ------- | ---------- | -------- | ------ | --------------- | ------ |
| 78 (78) | 1          | 9        | 0      | 2               | 65     |